# Черненко, Екатерина Андреевна
Екатери́на Андре́евна Черне́нко (род. 10 декабря 1986, Хабаровск), в девичестве Каюко́ва — российская легкоатлетка, специалистка по тройному прыжку. Выступала за сборную России по лёгкой атлетике в конце 2000-х — начале 2010-х годов, серебряная призёрка молодёжного европейского первенства, обладательница бронзовой медали чемпионата России, победительница командного чемпионата Европы. Представляла Хабаровский край. Мастер спорта России международного класса.

## Биография
Екатерина Каюкова родилась 9 октября 1986 года в Хабаровске. Происходит из семьи с богатыми спортивными традициями, её отец Андрей Каюков и мать Наталья Каюкова — известные легкоатлеты, добившиеся больших успехов в тройных прыжках.
Занималась лёгкой атлетикой с раннего детства под руководством своих родителей, тренировалась в Центре спортивной подготовки сборных команд Хабаровского края. Окончила Дальневосточный государственный университет путей сообщения по специальности «экономика и управление на предприятии» (2010).
Впервые заявила о себе на международном уровне в сезоне 2007 года, когда вошла в состав российской национальной сборной и побывала на молодёжном европейском первенстве в Дебрецене, откуда привезла награду серебряного достоинства — с результатом 14,11 метра уступила здесь только украинке Лилии Кулик.
В 2009 году на чемпионате России в Чебоксарах показала результат 14,64 метра (личный рекорд), став бронзовой призёркой позади Надежды Алёхиной из Владимирской области и Анны Пятых из Москвы.
В 2010 году отметилась выступлением на командном чемпионате Европы в Бергене — с результатом 14,26 метра заняла третье место в личном зачёте тройного прыжка и тем самым помогла своим соотечественникам выиграть общий командный зачёт (позже в связи с дисквалификацией греческой прыгуньи Атанасии Перры переместилась в личном зачёте на вторую позицию).
Впоследствии оставалась действующей спортсменкой вплоть до 2014 года, в последнее время выступала под фамилией мужа Черненко.
За выдающиеся спортивные результаты удостоена почётного звания «Мастер спорта России международного класса».